# Chrysochosma cubensis
Chrysochosma cubensis là một loài thực vật có mạch trong họ Adiantaceae. Loài này được (Weath. ex R.M. Tryon) Pic. Serm. miêu tả khoa học đầu tiên năm 1989.